# Arne Dirks
Arne Dirks (* 1977) ist ein deutscher Sportmanager. Er ist seit April 2021 als Executive Director bei der Rallycross Promoter GmbH, dem Vermarkter der Motorsportserie FIA World Rallycross, tätig. Im April 2025 übernahm er zusätzlich das Amt des Chief Marketing Officer bei der WRC Promoter GmbH, dem Vermarkter der FIA-Rallye-Weltmeisterschaft und der -Europameisterschaft.

## Laufbahn
Dirks wuchs in der Hansestadt Bremen auf, an der Universität Bremen sowie an der englischen Oxford University absolvierte er ein Studium der Betriebswirtschaftslehre mit den Schwerpunkten Marketing und Strategisches Management. Er arbeitete im Bereich Rechteeinkauf für das Sportrechtevermarktungsunternehmen Sportfive und war beratend für den Fußballklub VfL Bochum tätig. Von 2005 bis 2015 stand er in Diensten des Basketball-Bundesligisten Eisbären Bremerhaven: Dirks war bis 2011 für Vermarktungsbelange der Eisbären zuständig und hatte ab 2011 die Posten des kaufmännischen Leiters sowie des Handlungsbevollmächtigten der Betreibergesellschaft der Bundesligamannschaft inne.
Am 1. Juli 2015 trat er das Amt des Geschäftsführers der Deutschen Volleyball Sport GmbH (DVS), der Vermarktungsgesellschaft des Deutschen Volleyball-Verbandes, an. Dirks holte die Vermarktung und Organisation der Techniker Beach Tour in den Verantwortungsbereich der DVS zurück, die damit die Deutschen Meisterschaften im Beachvolleyball fortan wieder in Eigenregie durchführte.
Im September 2018 gab Basketball-Bundesligist Brose Bamberg Dirks’ Anstellung als Geschäftsführer des Lizenzhalters Bamberger Basketball GmbH ab dem 1. Januar 2019 bekannt. Dirks, der für den Bundesligisten das Ziel ausgab, „der innovativste Sportklub Deutschlands“ sein wollen, setzte eine Restrukturierung des Vereins im Sport- sowie im Geschäftsbereich um und leitete eine erste Etatkürzung um rund 30 Prozent ein. Später musste die Bamberger Basketball GmbH weitere erhebliche Etatkürzungen vornehmen, unter anderem wegen der COVID-19-Pandemie und geringerer Zuwendungen des Hauptgeldgebers, der Unternehmensgruppe Brose. Anfang Juli 2020 kam es trotz eines noch bis Ende Dezember 2021 laufenden Vertrags zur Trennung, für die persönliche Gründe angegeben wurden.
Im April 2021 trat Dirks beim von Red Bull sowie KW25 neugegründeten und in München ansässigen Unternehmen Rallycross Promoter GmbH, dem Vermarkter der Motorsportserie FIA World Rallycross, das Amt des Executive Directors an. Unter seiner Führung wurde 2022 die FIA-Weltmeisterschaft zu einer vollelektrischen Rennserie. 2023 gab Dirks bekannt, das Saisonfinale in der chinesischen Sonderverwaltungszone Hongkong auszurichten, gleichbedeutend mit dem ersten Innenstadtrennen in der Geschichte der Serie FIA World Rallycross. In seiner Amtszeit wurde die Rennserie die weltweit erste, in der Elektrorennwagen gegen Verbrenner antreten.
Im April 2025 übernahm Dirks das Amt des Chief Marketing Officer bei der WRC Promoter GmbH. Dort verantwortet er die weltweite Vermarktungsstrategie der FIA-Rallye-Weltmeisterschaft und der -Europameisterschaft.